# Gabriel-Jacques Laisné de Villévêque
Pour les articles homonymes, voir Laisné et Villévêque.
Gabriel-Jacques Laisné de Villévêque (Orléans (Orléanais), 31 décembre 1766 – Orléans (Loiret), 24 janvier 1851), est un homme politique français des XVIIIe et XIXe siècles.

## Biographie
Gabriel-Jacques Laisné de Villévêque est le fils de Gabriel Laisné de Sainte-Marie et de Marie Thérèse Paichereau du Solay. Il épouse Marie Pauline Miron, fille de Jacques Philippe Miron, seigneur de Saint-Germain, et de Marie Anne Madeleine Adélaïde Cusset.
Il est destiné à la Marine royale : une longue maladie de poitrine fait obstacle à cette vocation.
Laisné de Villevêque reste à l'écart des affaires publiques sous la Révolution française, obligé de se tenir caché en 1793, il reparait à la fin de l'année suivante, demande en juin 1795, « le premier de tous les Français », dit un biographe, « la délivrance de l'orpheline du Temple ».

### Consulat et Empire
Nommé en 1800 membre du conseil général du Loiret, il fait paraître, vers la même époque, une brochure pour démontrer « combien il était important pour la France de réclamer son ancienne colonie de la Louisiane ». Laisné de Villevêque s'occupait de commerce à Orléans.
En 1802, il propose à ses collègues du conseil général d'insérer, dans une adresse de félicitations au premier Consul, une motion tendant à la rentrée des émigrés. En 1803, il rédige un mémoire sur la guerre avec l'Angleterre.

### Restauration française
Secrètement dévoué aux Bourbons, il adhère chaleureusement à la Restauration française, refuse le serment à Napoléon Ier pendant les Cent-Jours, et est élu pour la première fois, le 20 septembre 1817, député du Loiret, au grand collège, par 428 voix (817 votants, 1 520 inscrits). Il prend place au centre gauche, parmi les royalistes constitutionnels, et se mêle très activement aux débats parlementaires. Membre du « comité secret du 17 novembre 1817 », pour la rédaction de l'adresse au roi, au moment où les étrangers demandent deux milliards et les Prussiens un pour leur part, il combat avec énergie l'idée d'une « liquidation désastreuse au profit de la Prusse, d'une liquidation », dit-il, « qui éterniserait à jamais les angoisses de la France, qui en consommerait la ruine ! »
Il parle sur le recrutement, sur les douanes, sur les moyens de réprimer la contrebande, demande une réduction du droit d'importation et d'exportation des huiles fines en bouteille, une prime de sortie pour les cotons fabriqués, et des mesures contre le retour par la voie du commerce anglais, etc.
Son élocution facile et parfois brillante n'est pas exempte d'emphase, et le Moniteur note les « longs éclats de rire » qui accueillirent une phrase prononcée par Laisné de Villevêque en 1817, au cours des débats sur le budget. L'orateur exprimait la crainte d'avoir soulevé contre lui « un océan de haines et des flots d'implacables ennemis ; on aiguisera contre moi », dit-il, « le poignard de la calomnie. Mais peut-être un jour, pour récompense, une main amie, celle du pauvre sans doute, gravera sur ma tombe : “Il aima sa patrie; la patrie et l'infortune l'ont eu pour défenseur !” » Dans un langage plus précis, il affirma un autre jour que les préfets de dix ou douze départements, à sa connaissance, mettaient « plus d'un tiers des abonnements dans leur poche ». Il se déclara partisan (1818-19) de la responsabilité des ministres, parla sur diverses pétitions, appuya l'amendement de Brigode en faveur des départements victimes de l'occupation étrangère, et provoqua un « mouvement d'étonnement » chez ses collègues en exposant que le Loiret était un de ceux qui avaient le plus souffert. À propos des voies et moyens (discussion du budget), il réclama le remplacement des droits de mouvement de débit sur les boissons par un droit de consommation de 10 % de leur valeur, que paieraient tous les contribuables indistinctement.
Laisné de Villevêque ne cessa de voter avec l'opposition constitutionnelle : il combattit, le 29 janvier 1820, la réduction des pensions des officiers de mer ; soutint une pétition qui proposait d'ôter leursabre aux militaires lorsqu'ils ne seraient pas de service ; parla (8 mars) contre le projet de loi suspensif de la liberté individuelle, et contre la loi de censure (21 mars) ; se fit, le 22 avril, l'interprète des réclamations des journalistes, éloignés par une récente décision de la place qui leur était réservée à la Chambre des députés, et prit part encore, la même année, à un grand nombre de discussions : sur les douanes, sur la nouvelle loi électorale, qu'il combattit, sur le budget, etc.
Le 9 mai 1822, Laisné de Villevêque échoua dans le 1er arrondissement du Loiret (Orléans), comme candidat libéral, avec 305 voix contre 364 à M. Crignon d'Ouzouër ; mais il fut réélu, le même jour, dans le 3e arrondissement (Pithiviers), par 116 voix (228 votants, 287 inscrits), contre 104 à Charles du Hamel de Fougeroux. Il reprit sa place au centre, et parut fréquemment à la tribune.

Les élections du 25 février 1824 lui furent défavorables : il n'obtint à Pithiviers que 56 voix contre 76 à du Hamel de Fougeroux, élu, et, à Orléans, 161 contre 451 au député sortant, M. Crignon d'Ouzouër. Mais ces deux collèges le rappelèrent à la Chambre le 17 novembre 1827 ; élu à Orléans par 426 voix (628 votants, 746 inscrits), contre 162 à M. Aignan, et à Pithiviers par 141 voix (204 votants, 241 inscrits), contre 48 à M. Poisson. Laisné de Villevêque opta pour Pithiviers, eut pour successeur à Orléans M. de Cormenin, et revint défendre au Palais Bourbon les libertés constitutionnelles. Il fut nommé questeur de la Chambre en 1828. « 

« Suivant l'usage, lit-on dans la Biographie universelle de Michaud, il fut présenté au roi Charles X, qui, voulant être gracieux, lui dit que sa nomination était une des choses qu'il avait signées avec le plus de plaisir. L'opinion était alors si ombrageuse que des électeurs libéraux d'Orléans furent offusqués de ces paroles, et s'imaginèrent que Laisné de Villevêque était désormais un homme asservi au pouvoir. C'était bien mal juger son intégrité politique. »

Il s'occupa beaucoup vers cette époque d'une entreprise qui eut un certain retentissement. Le gouvernement mexicain lui ayant accordé une étendue considérable de terres dans l'isthme de Tehuantepec, il tenta d'y fonder une sorte de colonie, et beaucoup de gens de tout état partirent, à son appel, dans l'espoir d'une fortune rapide ; mais l'affaire n'eut aucun succès.
Laisne de Villevêque combattit le ministère Polignac, fut des 221, et obtint sa réélection, comme député de Pithiviers, le 12 juillet 1830, par 182 voix (230 votants, 254 inscrits), contre 45 à M. Toustain de Forte-Maison.

### Monarchie de Juillet
Après la révolution de Juillet 1830, il se rallia au gouvernement nouveau, mais il ne fut pas réélu le 5 juillet 1831 ; il réunit alors 170 voix contre 193 à M. de La Rochefoucauld, élu. Plus tard, le 21 juin 1834, il en obtint 126 contre 175 au député sortant, réélu.
En décembre 1834, il fait partie des fondateurs de la Société française pour l'abolition de l'esclavage.
Il passe ses dernières années dans la retraite, et, bien que souffrant de la pierre, meurt à un âge avancé.
Il était chevalier de la Légion d'honneur.